# André Melet
Pour les articles homonymes, voir Melet.
Pas d'image ? Cliquez ici

a Compétitions nationales et continentales officielles uniquement.

André Melet, né le 25 mai 1917 à Cahors dans le Lot et mort le 8 mars 1970 à Cahors, est un joueur français de rugby à XIII et de rugby à XV évoluant au poste d'arrière. Il joue en club avec le Stade toulousain.
Il devient entraîneur et dirige le Stade cadurcien en première division avec notamment Alfred Roques et Bernard Momméjat.

## Biographie
André Melet est né le 25 mai 1917 à Cahors dans le Lot. Il exerce une activité de professeur d'éducation physique.
André Melet est international militaire et joue au rugby à XV à Cahors les saisons 1939-1940 et 1940-1941.
André Melet commence par faire ses classes avec le rugby à XIII.
Il fait partie de l'équipe du Stade toulousain d'après-guerre de 1945 à 1947.
Il est champion de France en 1946-1947 au poste d'arrière.
En 1954, il est entraîneur du Stade cadurcien qui engage Alfred Roques et est champion de France de deuxième division à la fin de la saison 1954-1955 accédant en première division. En quatre années, les joueurs de Cahors sont passés de la deuxième division aux premiers rangs du rugby français sous la direction d'André Melet,. Le 18 novembre 1956, Lourdes l'emporte difficilement chez lui 12 à 6. Le 16 février 1958, 10 000 spectateurs se pressent au stade de Cahors pour assister à une rencontre indécise, gagnée par Lourdes dans les dix dernières minutes,.
André Melet est l'oncle de Denis Charvet.
Il décède le 8 mars 1970 à Cahors.

## Palmarès
- Championnat de France de première division :
  - Champion (1) : 1947
- Coupe de France :
  - Vainqueur (1) : 1947